# Life and Death: Twilight Reimagined
Life and Death: Twilight Reimagined è un romanzo di Stephenie Meyer parte della tetralogia di Twilight.

## Trama
Il libro racconta una storia basata su due nuovi protagonisti: Edythe Cullen (che impersona la vampira) e Beau Swan (che impersona l'umano), entrambi coinvolti in una complicata storia d'amore. In copertina vi è rappresentata una mano che tiene una mela, ma questa volta, contrariamente alla saga precedente, ci sarà una mela verde.
La Meyer inoltre ha annunciato che questa volta nel libro verranno corrette e riviste molte imprecisioni presenti invece in Twilight.
Nell'edizione italiana, il libro racchiude su un lato il romanzo Twilight. e girandolo sull'altro lato Life and Death: Twilight Reimagined.
Il libro è uscito il 6 ottobre 2015 in lingua originale ed il 14 gennaio 2016 in Italia.